# Cultura Hacilar

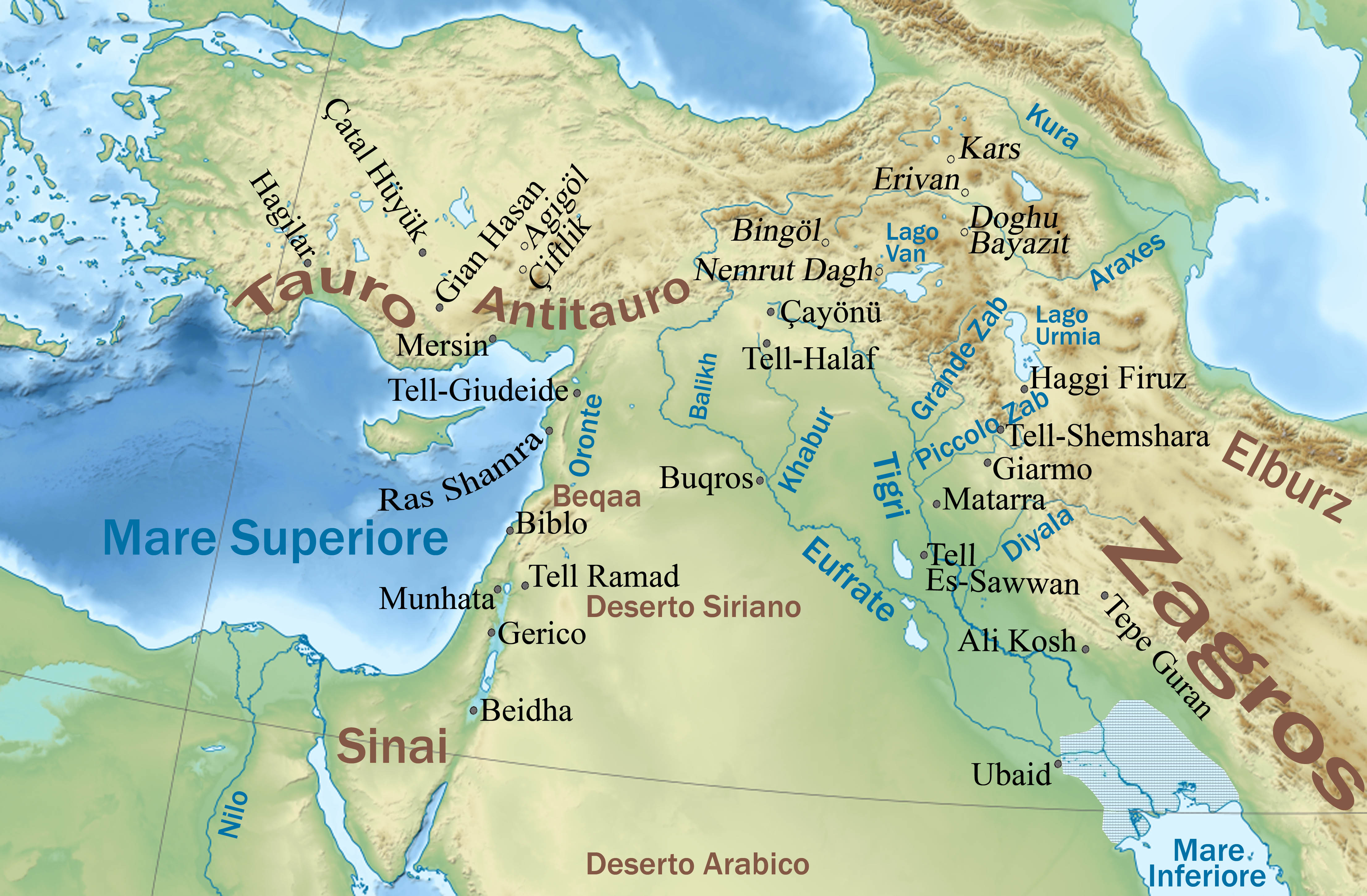
Jaciments neolítics de l'Orient Pròxim. Hacilar hi és situat com Hagilar (denominació italiana)

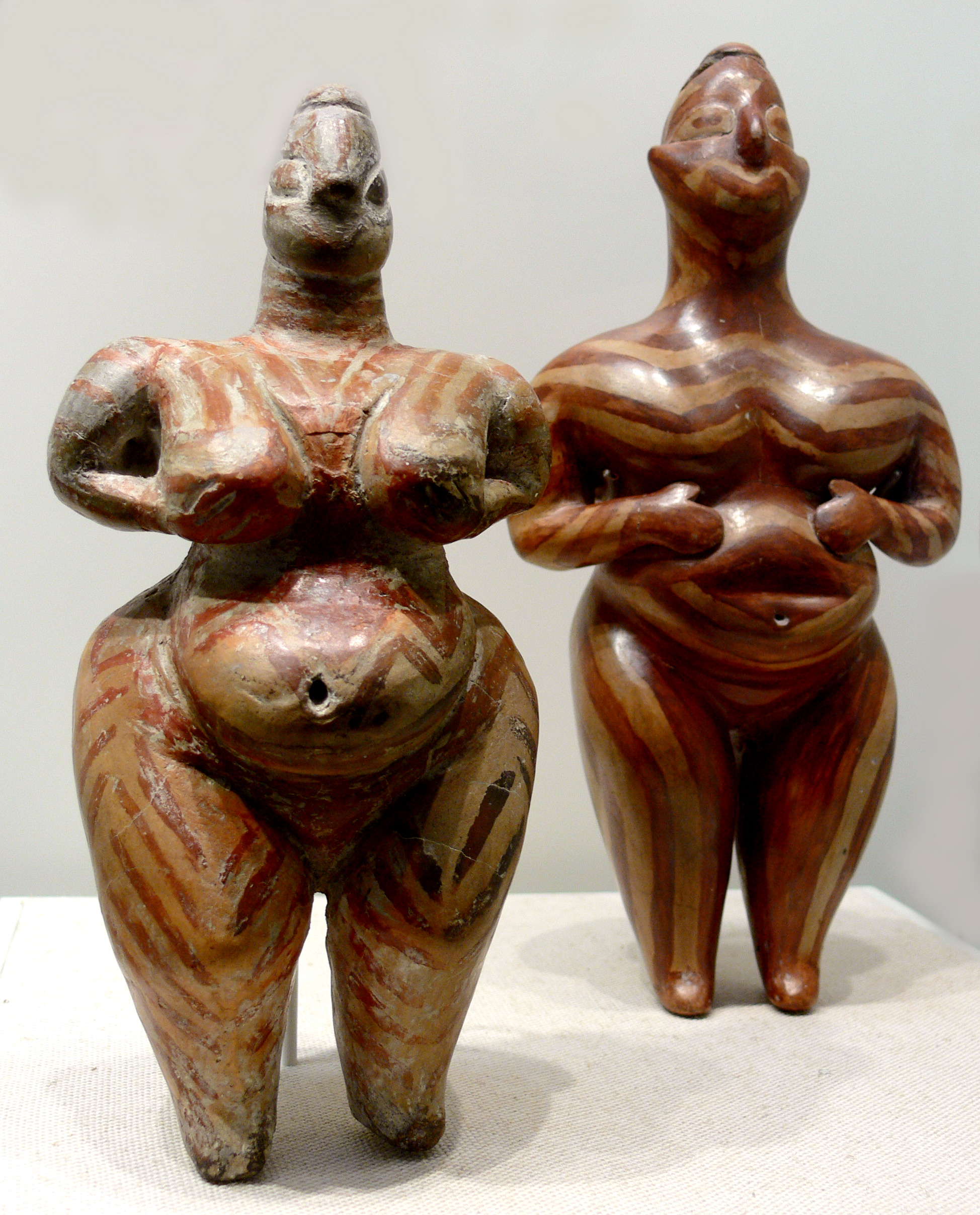
Figuretes femenines d'Hacilar. Museum für Vor-und Frühgeschichte (Berlín)

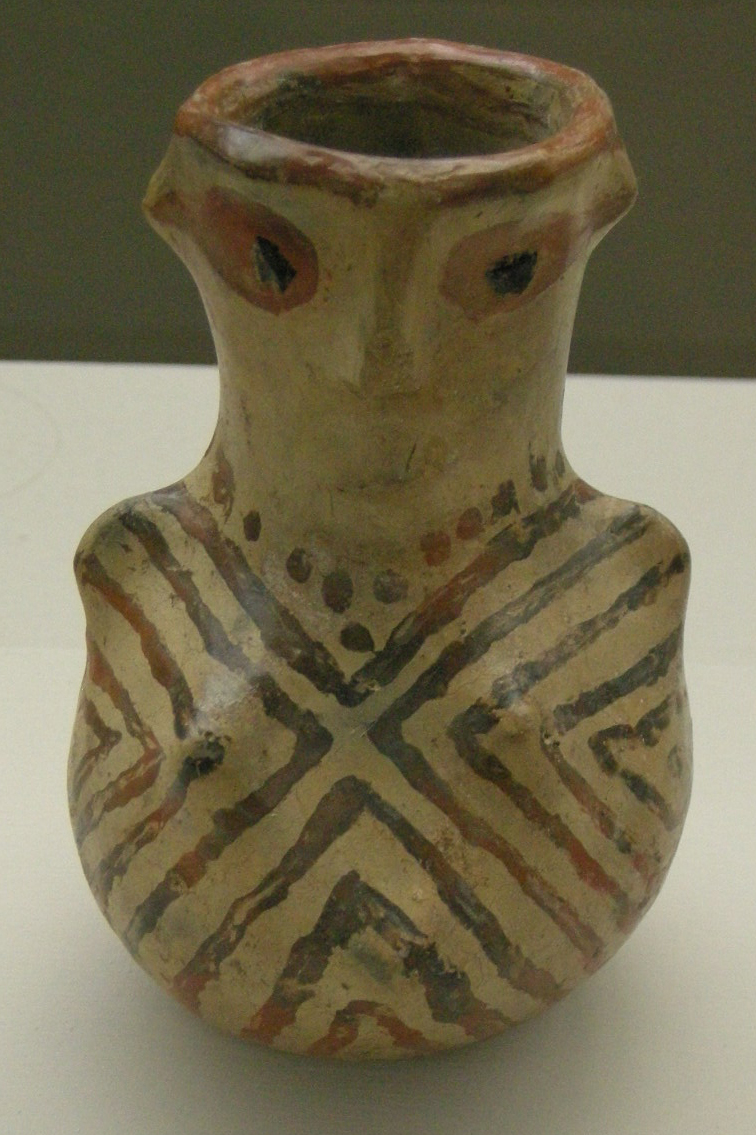
Got antropomorf d'Hacilar, 5250-5000 aC, Museu Arqueològic de Florència

Cultura Hacilar o cultura d'Hacilar és una cultura prehistòrica que es va desenvolupar a Hacılar, Turquia. En les seves etapes primerenques de desenvolupament, es remunta fins a aproximadament el 7040 aC. Les restes arqueològiques indiquen que el lloc va ser abandonat i reocupat en més d'una ocasió.
Hacılar Höyüğü (comunament abreujat com a Hacılar) és el nom modern del jaciment arqueològic, situat a Hacılar, a uns 25 km de la ciutat de Burdur.

## Arqueologia
La cultura Hacilar va florir i va desaparèixer durant la prehistòria. El que quedava d'Hacilar era un monticle d'uns 5 m d'alçada i uns 150 m d'ample a la plana i es va mantenir així fins al 1956. En aquest any, un mestre local va presentar la lloma a l'arqueòleg britànic James Mellaart. Les excavacions d'Hacilar van començar sota la direcció de Mellaart l'any següent i van continuar fins al 1960. Els artefactes arqueològics recuperats durant l'excavació es troben actualment al Museu de les Civilitzacions d'Anatòlia, a Ankara.

## Característiques
S'hi han trobat fins a 11 nivells estratigràfics. La part més antiga, del Neolític preceràmic, data del VIII mil·lenni aC. Al VI mil·lenni aC se li assignen nou nivells, el més antic amb ceràmica, gairebé íntegrament, sense decorar. El nivell VI, que es remunta al 5600 aC, és el més interessant. S'hi van trobar nou edificis, agrupats al voltant d'una plaça, fets de maons de fang. Els mitjans de subsistència n'eren l'agricultura, principalment (espelta, blat, ordi, pèsols i veça), i la cria d'animals, i s'hi han trobat ossos de bestiar boví, porcs, ovelles, cabres i gossos. La ceràmica és simple, encara que alguns exemplars representen animals. Destaquen nombroses figures nues femenines d'argila, que possiblement representaren alguna divinitat.
Altres nivells posteriors contenen ceràmica pintada. Els gots estan decorats amb dissenys geomètrics a partir de llavors. En el nivell II (5300 aC), el poble va ser fortificat i tenia un petit temple. L'assentament del nivell I, que data d'anys posteriors al 5000 aC, difereix significativament de les capes anteriors, de manera que es creu que hi va haver nouvinguts que es van establir aquí. El lloc està ara fortament fortificat. La ceràmica té una alta qualitat i, generalment, està pintada en vermell sobre fons crema, amb motius geomètrics o figures estilitzades com ocells o caps de toro (del Calcolític). Fins i tot, la ceràmica pot tenir forma zoomorfa, i seria la primera trobada d'aquest tipus a Anatòlia.

### Arquitectura
En el Neolític preceràmic, hi havia edificis amb el típic arrebossat del sòl, pintat i aplicat segons s'ha vist a Jericó. Sota alguns sòls, s'han trobat cranis sense esquelets, com en altres llocs de l'Orient Pròxim, possiblement un indici de culte als seus avantpassats, però el cementiri principal estava fora del poble.
Les cases, amb habitacions rectangulars, amb pati, sembla que tindrien l'entrada pel sostre; se situaven al voltant de places o carrerons, a diferència d'altres cultures amb les quals aquesta està emparentada, com la de Çatal Hüyük. També sembla estar emparentada amb les cultures Cukurkent i Mersin.
Cada habitatge estava construït sobre una base de pedra per protegir-lo contra els danys produïts per l'aigua. Les parets n'eren de fusta i tova, o maó de fang, amb argamassa de calç. Les bigues de fusta sostindrien una coberta plana. És probable que aquestes cases tinguessin un pis superior de fusta.
Els interiors tenien un acabat llis amb guix i alguns cops es pintaven. Amb el temps, es van fer canvis als habitatges, i s'hi han trobat pedres de mà per a moldre, morters i brasers. També van utilitzar forats a les parets per fer-los servir d'armaris. La cuina estava separada de la sala d'estar i els nivells superiors van ser utilitzats com a graners i tallers.